# Merit
Merit  (fr. mérite) er blandt andet en fortjenstfuld handling, som anvendes i den akademiske verden, for at gøre sig kvalificeret til videnskabelige stillinger, uddannelse og arbejsforløb til anvendelse i CV’er etc. 

## Ekstern henvisning
- leksikon.org - Merit